# Lourdes (dokumentarfilm)
|  | Denne artikel er oprettet af botten Steenthbot ud fra en ekstern database. Den kan derfor have sproglige fejl eller mangler. Denne skabelon kan fjernes efter kontrol af indholdet. |

Lourdes er en dansk dokumentarfilm fra 1970 instrueret af Ole Schelde efter eget manuskript.

## Handling
En af den katolske kirkes særlig hellige steder er valfartsbyen Lourdes i Sydfrankrig. Mange troende rejser til denne by, ikke mindst syge mennesker, der håber på at blive helbredt for selv de alvorligste sygdomme - ofte tilfælde, der er opgivet af lægerne. De håber vel at mærke at blive helbredt på mirakuløs vis. Den katolskes kirkes holdning er den, at mirakler må anerkendes som mulige. Siden 1858, hvor den 14-årige bondepige, Bernadette, fandt kilden med det hellige vand, har mange millioner mennesker valfartet til stedet - men officielt anerkender kirken kun 100 helt uforklarlige helbredelser.
I filmen får man et stærkt indtryk af ulykkelige forældres håb - og gennem børns gråd, skuffelsen over miraklet, der udeblev. Desuden får man indtryk af den kommercielle holdning, forretningsverdenen i byen har til de religiøse symboler.